# Neomicroxini
Neomicroxini – monotypowe plemię ssaków z podrodziny bawełniaków (Sigmodontinae) w obrębie rodziny chomikowatych (Cricetidae).

## Zasięg występowania
Plemię obejmuje gatunki występujące w Andach w Kolumbii, Wenezueli i Ekwadorze.

## Morfologia
Długość ciała (bez ogona) 74–103 mm, długość ogona 60–98 mm, długość ucha 13–20 mm, długość tylnej stopy 19–23 mm; masa ciała 15–19 g.

## Systematyka
Rodzaj zdefiniował roku 2013 amerykańsko-urugwajski zespół zoologów (Amerykanin Diego F. Alvarado-Serrano i Urugwajczyk Guillermo D’Elía) na łamach Journal of Mammalogy. Na gatunek typowy autorzy wyznaczyli (oryginalne oznaczenie) trawniaka ekwadorskiego (N. latebricola). 

### Etymologia
Neomicroxus: gr. νεος neos ‘nowy’; rodzaj Microxus O. Thomas, 1909 (trawniak).

### Podział systematyczny
Do plemienia należy jeden rodzaj Neomicroxus z następującymi gatunkami:
- Neomicroxus bogotensis (O. Thomas, 1895) – trawniak bogocki
- Neomicroxus latebricola (Anthony, 1924) – trawniak ekwadorski